# Lucas (evangelist)

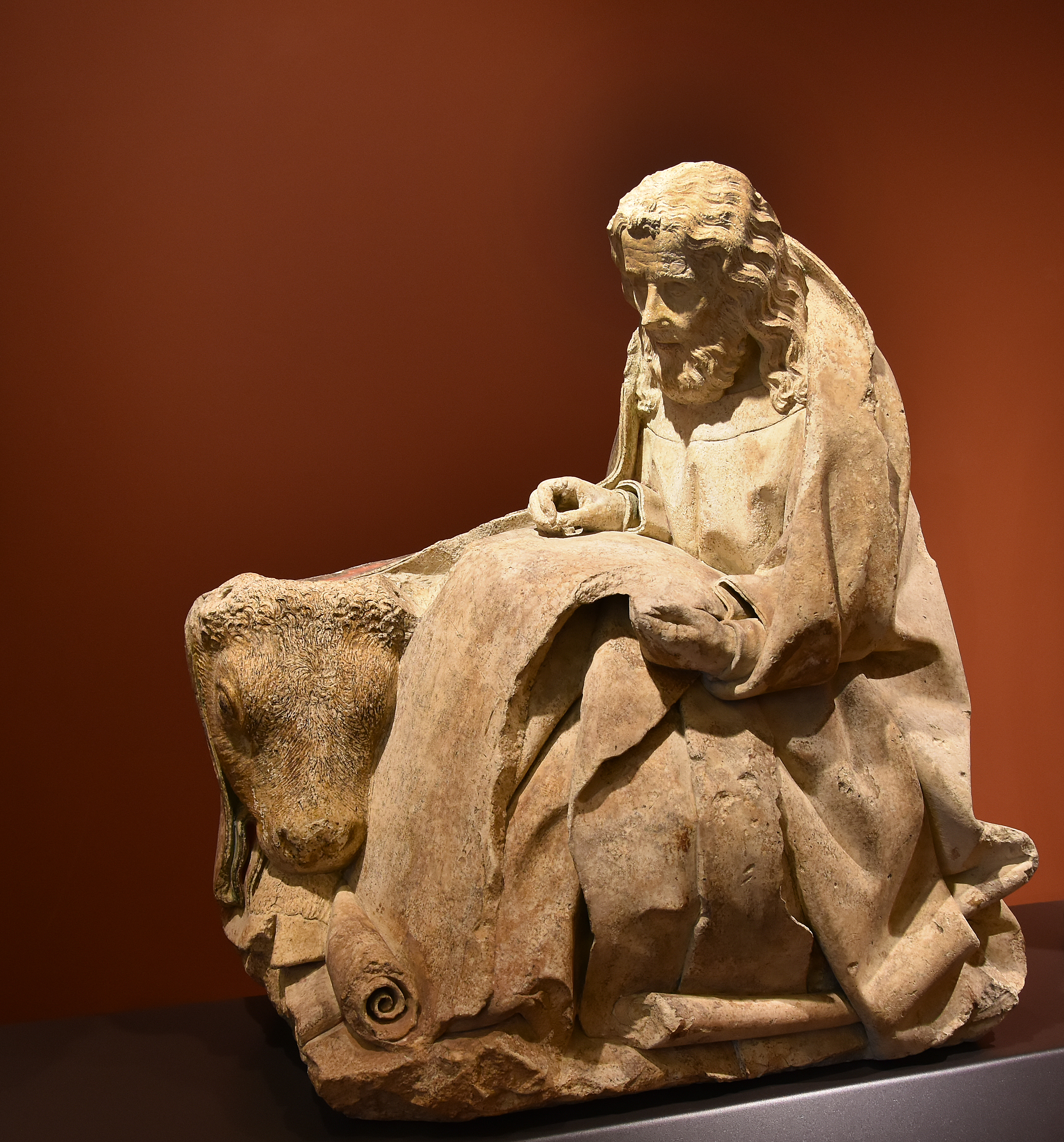
Lucas schrijft het evangelie in het Musée des Beaux-Arts de Dijon

Lucas (Grieks: Λουκάς, Loukas) is volgens de traditie de schrijver van het Evangelie volgens Lucas en van Handelingen, het derde en het vijfde boek van het Nieuwe Testament.

## Vermeldingen
De vroegste vermelding van Lucas is in Filemon 1:24. Lucas wordt arts genoemd in Kolossenzen 4:14 en hij wordt ook genoemd in 2 Timoteüs 4:11. (Van deze laatste twee brieven wordt Paulus' auteurschap betwijfeld.) De eerste vermelding buiten de Bijbel van een Lucas als schrijver vinden we bij Ireneüs (ca. 180).
De eerstvolgende vermelding is in de anti-marcionitische Proloog bij het Evangelie van Lucas, een document dat vroeger in de 2e eeuw werd gedateerd, maar tegenwoordig in de late 4e eeuw geplaatst wordt en dat gericht is tegen Marcion van Sinope (rond 130). Marcion moest niets hebben van het Oude Testament; een "gezuiverde" versie van de boeken van Lucas accepteerde hij echter als "canoniek". Volgens Helmut Koester stamt het volgende (oorspronkelijk Griekse) gedeelte daaruit uit de tweede helft van de 2e eeuw:

Lucas is een Syriër uit Antiochië, van Syrisch ras, van beroep arts. Hij werd leerling van de apostelen en later volgde hij Paulus in het martelaarschap. Na de Heer voortdurend, ongehuwd en kinderloos, te hebben gediend, stierf hij, vervuld van de heilige Geest op 84-jarige leeftijd.

## Lucas als auteur
Handelingen en het Evangelie volgens Lucas hebben vrijwel zeker dezelfde auteur. Ze vormen samen een tweedelig werk met een consistente stijl, vocabulaire en theologie. Beide delen bevatten een proloog, maar een auteur wordt niet genoemd.
De aanname dat Lucas de auteur van deze werken was, wordt tegenwoordig door de meeste Bijbelwetenschappers verworpen. Een van de redenen voor het betwijfelen van het auteurschap van Lucas is het verschil tussen het beeld van Paulus dat in Handelingen wordt gegeven en het beeld van Paulus en zijn theologie dat we in de brieven van Paulus aantreffen. De verschillen maken het onwaarschijnlijk dat Handelingen door iemand is geschreven die lange tijd zeer nauw met Paulus samenwerkte, zoals Ireneüs dat veronderstelde. Dit betekent ook dat het Evangelie volgens Lucas hoogstwaarschijnlijk niet door Lucas is geschreven.
Er zijn ook geen aanwijzingen dat de auteur de brieven van Paulus kende of gelezen heeft. Het beeld dat hij van Paulus' leer had, zou dan beperkt geweest zijn, wat de verschillen tussen Handelingen en de brieven van Paulus kan verklaren. Het is natuurlijk ook mogelijk dat Lucas Paulus' theologie niet goed begreep. De consensus onder Bijbelwetenschappers is echter dat het aanwijzen van Lucas als auteur onderdeel was van het proces van canonvorming van het Nieuwe Testament, waarbij anonieme werken werden toegeschreven aan personen die zo dicht mogelijk bij Jezus stonden.
Geen van beide werken bevat de naam van Lucas en noch in het evangelie noch Handelingen wordt beweerd dat het geschreven is als ooggetuigenis - met uitzondering van delen van Handelingen 16. In de inleiding van het Evangelie volgens Lucas (1:1-4) klinkt de traditie van Griekse historici door, waarbij de evangelist zegt dat er op dat moment reeds veel verslagen waren van de gebeurtenissen waarover hij ging schrijven en hij zich baseerde op hetgeen was overgeleverd door ooggetuigen.

## Levensloop
Als we ervan zouden uitgaan dat de schrijver van Handelingen dezelfde was als de arts Lucas en dat deze ooggetuige was van de gebeurtenissen waarbij hij het woord 'wij' gebruikt, kunnen we het volgende reconstrueren over zijn levensloop:
Lucas was (als enige van de Bijbelauteurs) geen Jood, maar waarschijnlijk een Griek (Kolossenzen 4:10,14), beter bekend met de Egeïsche Zee dan met Palestina. Hij gebruikt de stijl van de Griekse geschiedschrijvers, waarbij opvalt dat hij de titels van de overheidsdienaren juist hanteert (hij noemt de magistraten in Efeze bijvoorbeeld Asiarchen).
Lucas sloot zich rond het jaar 50 aan bij het gezelschap van de apostel Paulus, toen deze te Troas door een droom de overtuiging kreeg dat hij zijn zendingswerk moest voortzetten in Macedonië (Handelingen 16:10-17:1). Nadat ze overgestoken waren, predikte het gezelschap in Filippi. Daar werden ze flink tegengewerkt. Paulus en Silas belandden zelfs in de gevangenis, die echter door een aardbeving instortte. Paulus en Silas zetten de zendingsreis voort in Macedonië en Griekenland; het lijkt er op dat Lucas in Filippi was gebleven, mogelijk om de jonge gemeente daar te ondersteunen. Een jaar of zeven daarna kwam Paulus weer door Filippi; hij had het plan naar Jeruzalem te gaan. Opnieuw ging Lucas met hem mee (Handelingen 20:6 - slot). Per schip voeren ze naar Caesarea en vandaar trokken ze naar Jeruzalem, waar ze de apostelen ontmoetten.
Vervolgens werd Paulus bijna gelyncht door een opgewonden menigte, gearresteerd en gevangengezet te Caesarea. Lucas had in deze tijd ruim de gelegenheid gehad om getuigen te spreken, wier getuigenissen hij verwerken zou in zijn Evangelie en in de eerste hoofdstukken van Handelingen. Na twee jaar was er nog geen zicht op een eerlijke berechting en ging Paulus in beroep bij de keizer. Dat was toen Nero nog onder de invloed stond van zijn leermeester Lucius Annaeus Seneca en nog niet de wreedaard was die hij later zou worden. Het schip waarmee Paulus en Lucas naar Rome voeren, leed schipbreuk. God overtuigde Paulus dat hij behouden te Rome zou aankomen, want hij moest voor de keizer staan. In Italië werden Paulus en zijn reisgenoten hartelijk opgevangen door de gelovigen. Hij kreeg huisarrest, maar dat weerhield hem er niet van om van huis uit te evangeliseren. Hier eindigt het boek Handelingen.
Toen Paulus sprak over zijn aanstaande executie en hij zich in de steek gelaten voelde, zei hij: "alleen Lucas is nog bij mij" (2 Timoteüs 4:11).
Maar zoals hierboven al vermeld, worden de brief aan de Kolossenzen en die aan Timoteüs door de meeste nieuwtestamentici als pseudepigrafisch, dus als niet door Paulus geschreven beschouwd.  

## Verering
De feestdag van Lucas is op 18 oktober. Omdat Lucas arts was, wordt hij gezien als patroonheilige van artsen. Ook worden ziekenhuizen regelmatig naar hem vernoemd.
Lucas is ook patroonheilige van schilders en beeldsnijders (het Sint-Lucasgilde). Volgens de legende schilderde Lucas Maria met het kind Jezus naar het leven, wat in het Oosterse christendom bekend werd als de icoon Hodegetria. Verschillende voorstellingen van de Madonna worden vereerd als werk van de heilige Lucas. Het thema 'Lucas die de Madonna met Kind schildert' is afgebeeld op vele altaarstukken, met name op altaarstukken van de plaatselijke schildersgilden.
In de beeldende kunst wordt Lucas, sinds de 4e eeuw, ook afgebeeld als zijn symboolgestalte: gevleugelde stier, os of kalf. De weergave van de vier apostelen met hun vier symboolverschijningen duidt men aan met de term tetramorf.

## Galerij

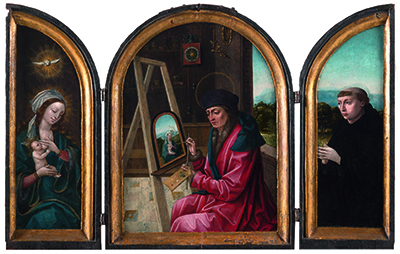
Antwerpse Meester, Drieluik: Sint-Lucas schildert de Madonna, 1520-1530, uit de collectie van The Phoebus Foundation
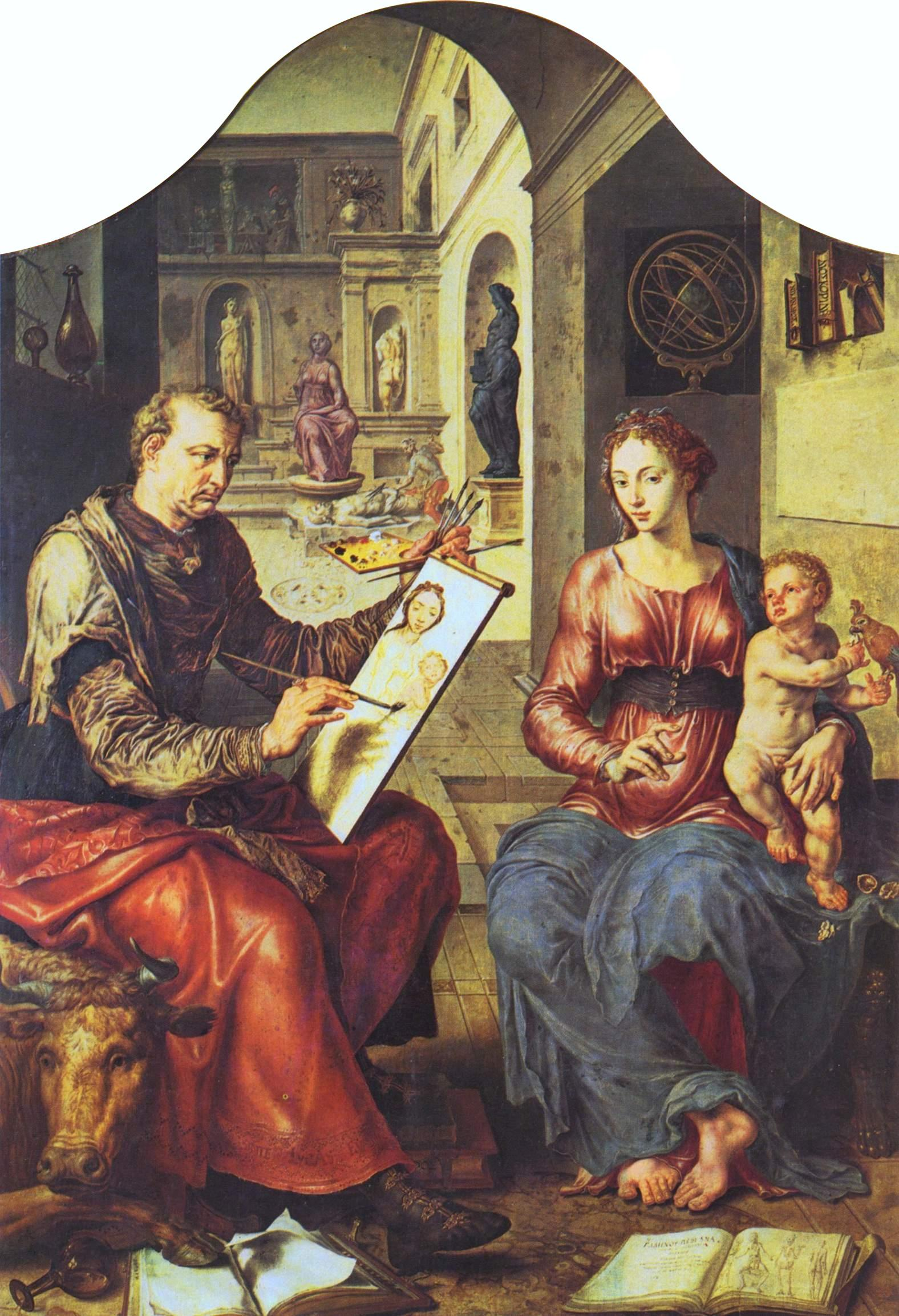
Lucas schildert de Madonna, door Maarten van Heemskerck
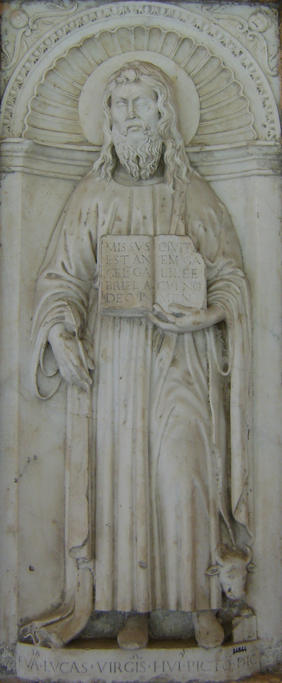
Bas-reliëf van Lucas uit de 15e eeuw (Rome)
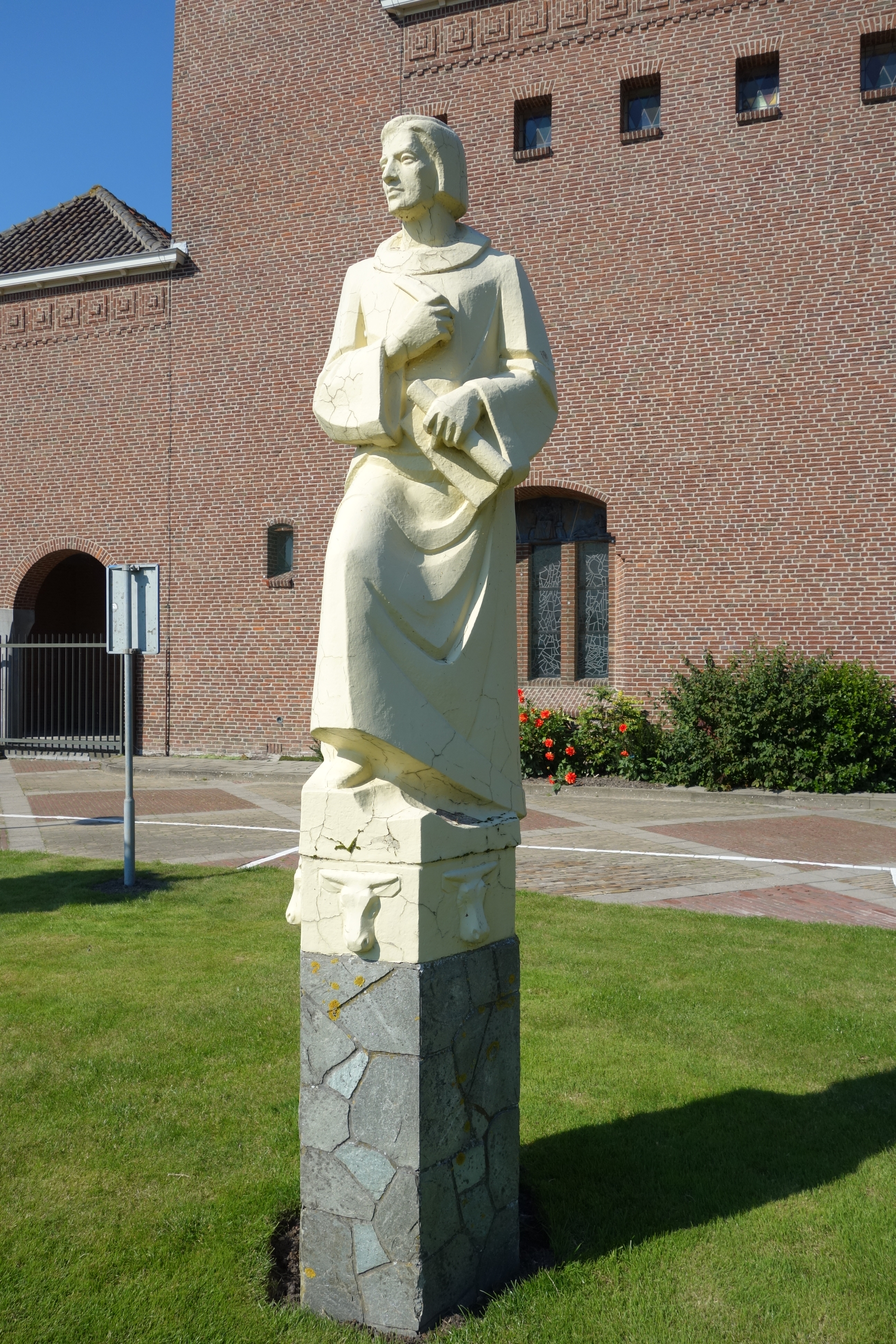
Beeld van Lucas in Venhuizen
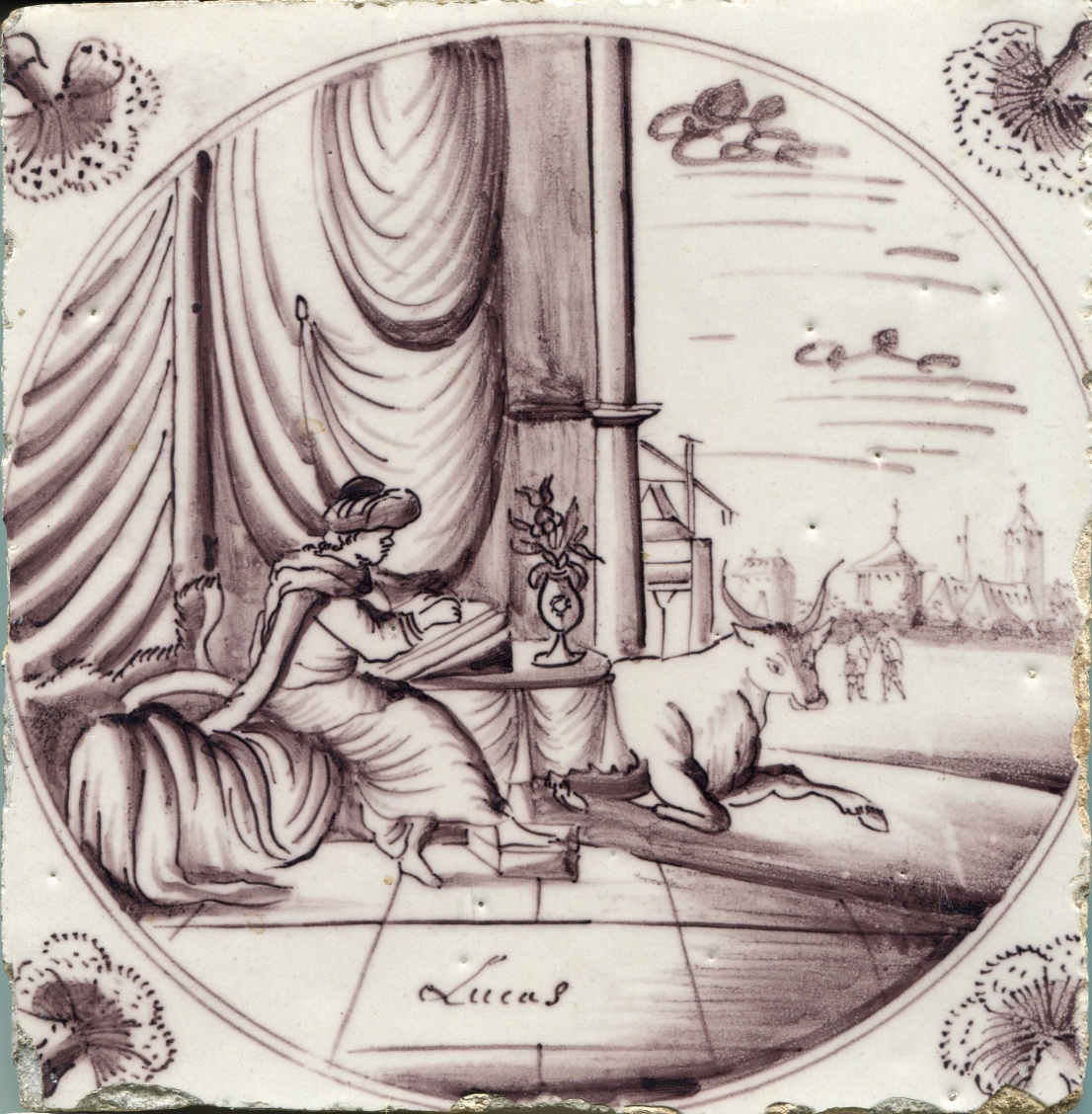
Amsterdamse tegel, ca 1750, Lucas met zijn symbool de os.